# Ferrari 166 Inter
La Ferrari 166 Inter est la première véritable voiture de grand tourisme de Ferrari. Évolution des modèles de course 125 S et 166 S, elle fut conçue pour la route avec des carrosseries réalisées par différents carrossiers. Le nom "Inter" rend hommage aux victoires remportées par les modèles 166 S de l'équipe Scuderia Inter. 38 exemplaires de la 166 Inter furent produits entre 1948 et 1950. À noter que les 166 S et 166 F2 furent également appelées "166 Inter" à l'époque où elles couraient sous cette écurie.
La 166 Inter partageait son châssis tubulaire conçu par Aurelio Lampredi, ses suspensions à double triangulation à l'avant et son essieu arrière rigide avec les modèles 125 S et 166 S. Elle fut remplacée en 1950 par la 195 Inter, équipée d'un moteur de 2,3 litres.
Le premier modèle de Grand tourisme Ferrari fut présenté au salon de l'automobile de Paris le 6 octobre 1949. Il s'agissait d'un élégant coupé dessiné par Carrozzeria Touring de Milan, déjà auteur de plusieurs modèles Ferrari et Alfa Romeo. Les ventes commencèrent rapidement : la 166 Inter fut ainsi la première Ferrari conçue principalement pour la route plutôt que pour la compétition. Comme il était d'usage à l'époque, Ferrari livrait les châssis nus aux carrossiers choisis par les clients. La plupart optèrent pour Touring, avec des styles coupé ou barchetta. Carrozzeria Ghia réalisa un exemplaire unique conçu par Felice Mario Boano. Stabilimenti Farina créa également des coupés et cabriolets, et Bertone un cabriolet unique. Vignale participa aussi avec sept exemplaires, préfigurant son style des années suivantes.
Le moteur V12 de 2,0 litres, conçu par Gioacchino Colombo, restait inchangé par rapport à la 166 S, de même que le châssis, bien que l'empattement soit passé de 2 420 mm (95,3 in) à 2 500 mm (98,4 in) voire 2 620 mm (103,1 in) sur certains exemplaires. La puissance était de 90 ch à 5 600 tr/min avec un seul carburateur, permettant d'atteindre une vitesse maximale de 150 km/h (93 mph).

## Galerie

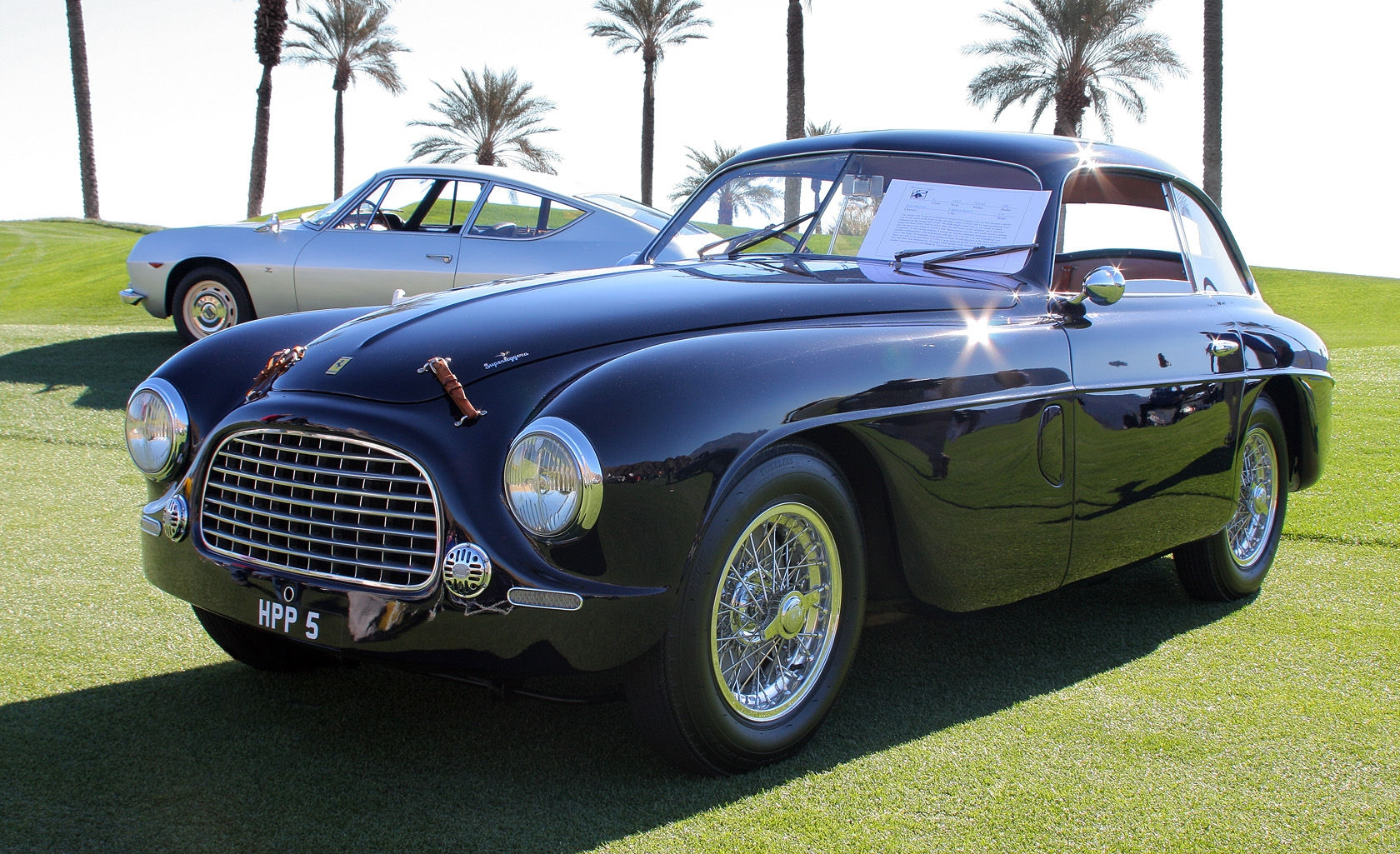
Ferrari 166 Inter Coupé par Touring.
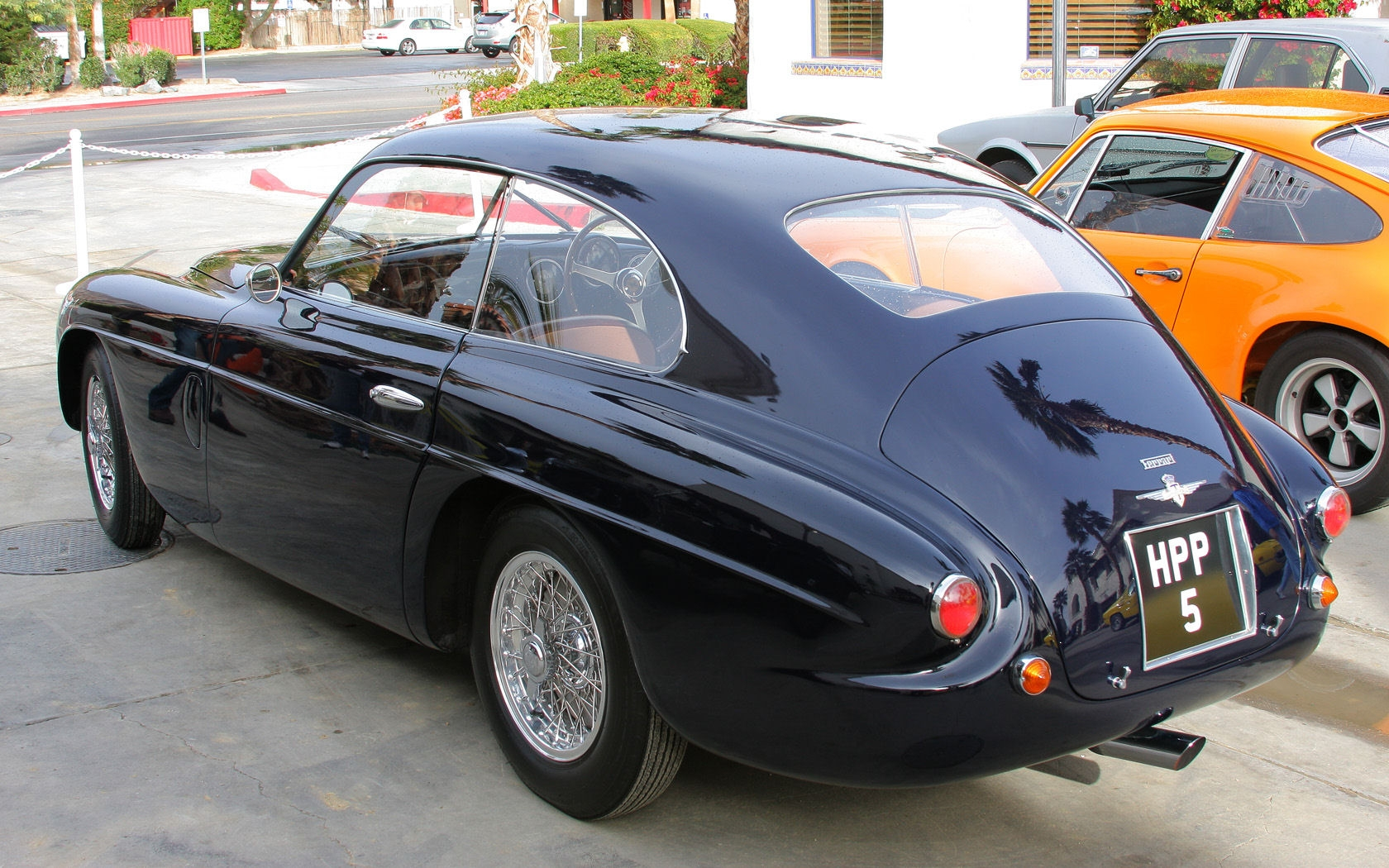
Ferrari 166 Inter Coupé par Touring (vue arrière).
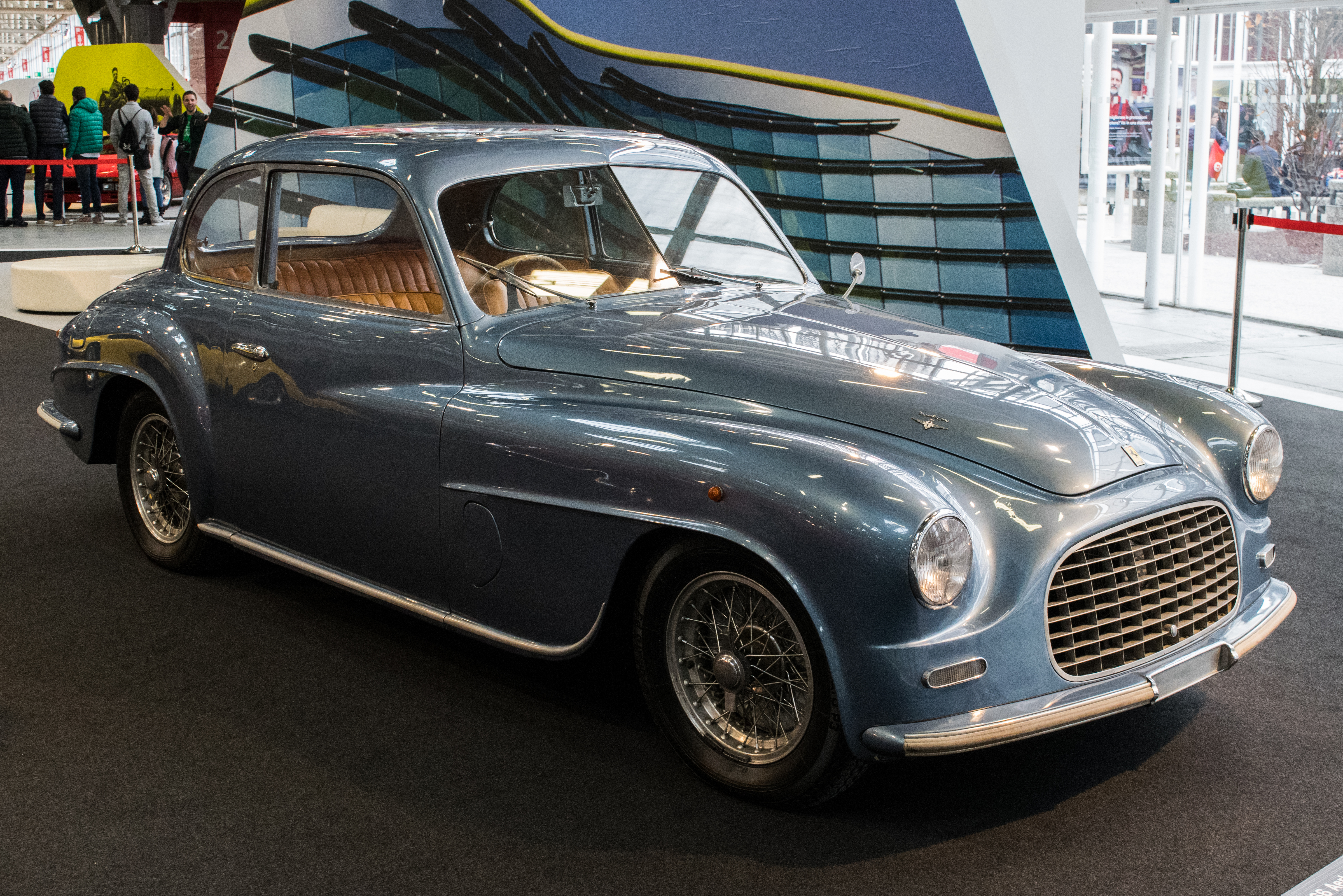
Ferrari 166 Inter Coupé par Touring.
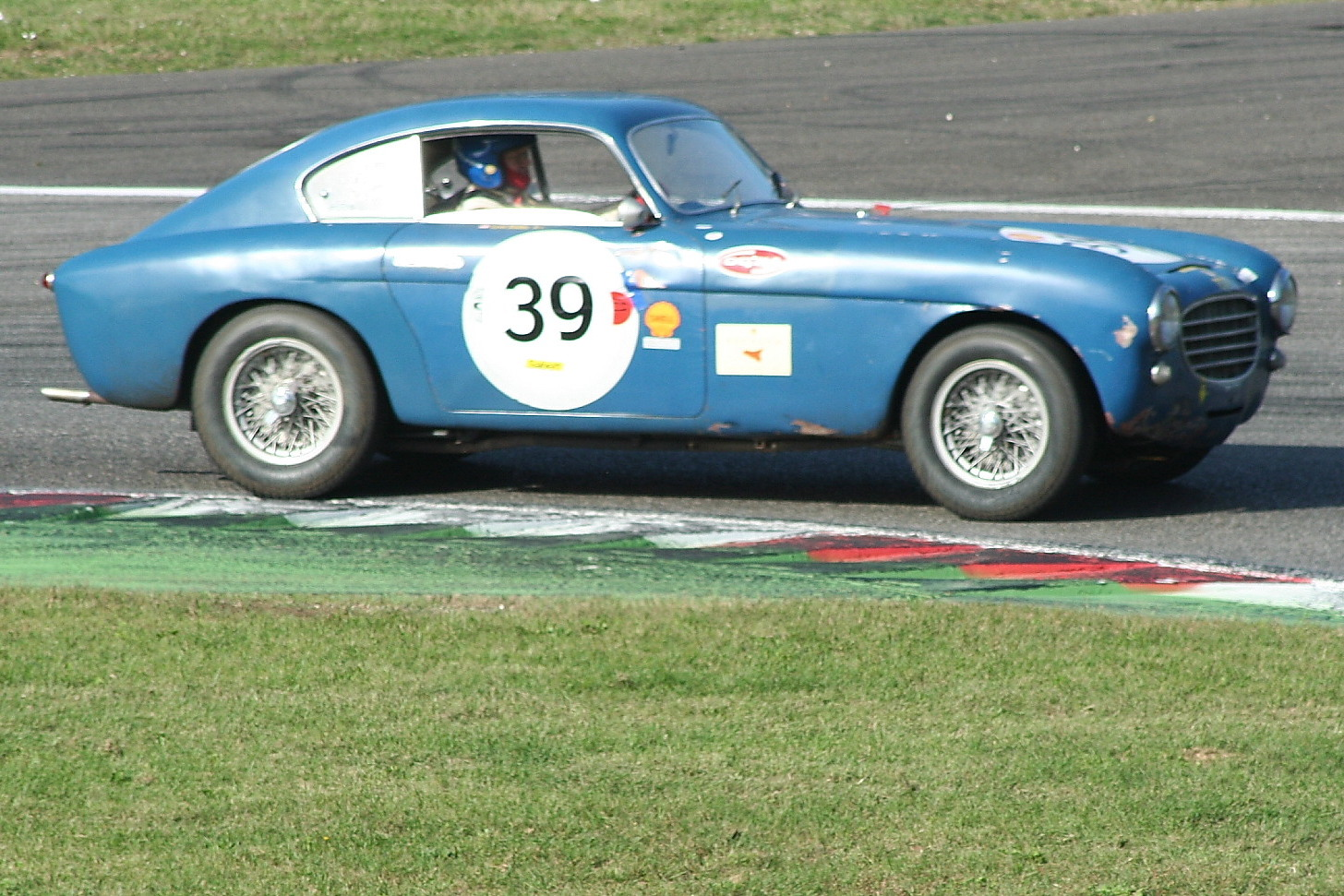
Ferrari 166 Inter Coupé par Vignale.
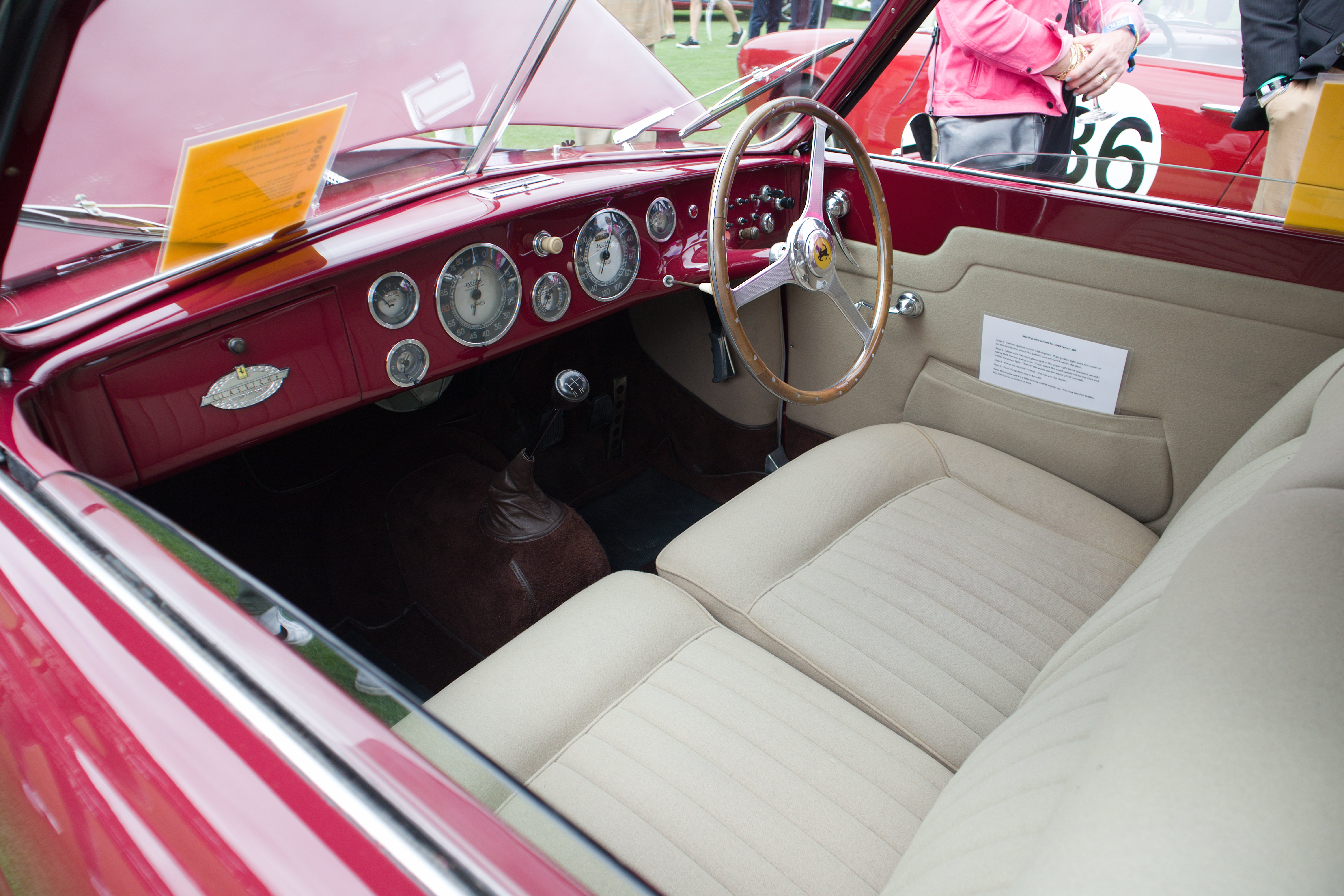
Intérieur d'une Ferrari 166 Inter Touring.